# Mike Swick
Mike Swick, född 19 juni 1979 i Houston, USA, är en före detta amerikansk MMA-utövare som tävlade i organisationen UFC:s welterviktsdivision. 
Swick började med taekwondo när han var åtta år och tränade även kickboxning, thaiboxning och MMA innan han som artonåring gick amatörmatcher i MMA. Han gick sin första professionella MMA-match den 7 november 1998. Swick vann sina fem första professionella matcher och fick då chansen att gå en match om mellanviktstiteln i organisationen WEC den 16 januari 2004. Han förlorade dock matchen mot Chris Leben på knockout 45 sekunder in i första ronden.
Efter förlusten mot Leben deltog Swick i första säsongen av UFC:s realityserie The Ultimate Fighter där han tävlade i viktklassen lätt tungvikt. Han åkte ur serien efter att ha förlorat semifinalen mot Stephan Bonnar. Swick fick ändå ett kontrakt med UFC och vann sina första två matcher i organisationen efter 20 respektive 22 sekunder av första ronden och fick därmed smeknamnet "Quick" (snabb). Efter att ha vunnit sina fem första matcher i UFC som mellanviktare förlorade han mot Yushin Okami på UFC 69 den 7 april 2007. Han beslutade sig då för att börja tävla som welterviktare istället och gick sin första match i den nya viktklassen i januari 2008. Som welterviktare vann Swick mot bland andra Marcus Davies och Ben Saunders.
Den 16 juli 2015 meddelande Swick att han officiellt drar sig tillbaka från aktivt MMA-tävlande för att fokusera på att driva sitt gym, AKA Thailand.